# Casus foederis
Casus foederis (din latină „caz de alianță”) este un termen din dreptul internațional care definește situația în care un stat care s-a aliat cu un alt stat, trebuie să intre în război de partea statului aliat pentru a-și îndeplini obligațiunile pe care și le-a asumat prin semnarea unui tratat de alianță, bilateral sau multilateral. Majoritatea alianțelor politico-militare au la bază acest principiu. Spre exemplu tratatul multilateral semnat de țările NATO prevede riposta membrilor aliați în cazul unei agresiuni din exterior asupra unuia dintre aliați.
Un caz de casus foederis a fost invocat de Austro-Ungaria în primul război mondial față de Italia și România. Ambele țări semnaseră tratate de alianță cu Austro-Ungaria care prevedeau că atât Italia cât și România vor intra în război de partea Austriei în cazul în care aceasta ar fi fost atacată de alte națiuni. Totuși, atât Italia cât și România au refuzat să onoreze tratatul pentru că, așa cum a scria și Winston Churchill, nu a fost vorba de casus foederis pentru că atacurile împotriva Austriei nu au fost „neprovocate”, așa cum stipulau tratatele.